# Jolla
Jollyboys Oy, früher Jolla Oy, auch bekannt als Jolla Mobile (deutsch entsprechend: Jolle), ist ein finnisches Unternehmen, welches das Betriebssystem „Sailfish OS“ entwickelt und verkauft. Es führt die Arbeit fort, die bei Nokia mit dem Betriebssystem MeeGo (Nokia N9) begonnen und aufgrund des Wechsels zu Windows Phone verworfen wurde. Das Jolla-Team besteht aus Managern und Kernpersonal der alten Nokia-N9-Entwicklermannschaft, zugleich wurden weitere Entwickler aus dem Linuxbereich angeworben. Der firmeneigene Nachfolger des Betriebssystems MeeGo „Sailfish OS“ wurde Ende 2012 präsentiert, ihr erstes Smartphone Ende Mai 2013 vorgestellt.

## Geschichte
Jolla Oy wurde von ehemaligen Nokia-Mitarbeitern als neues Unternehmen gegründet, um die Arbeit an MeeGo fortzuführen. MeeGo wiederum war eine Kombination aus Nokias Maemo-Betriebssystem und Intels Moblin. Nachdem sich Nokia entschlossen hatte, MeeGo nicht weiter zu verfolgen und sich auf Windows Phone zu konzentrieren, suchte sich Intel einen neuen Partner in der Mobilfunkbranche. Es fand sich Samsung, und beide Firmen verfolgen nun ihr neues Gemeinschaftsprojekt namens Tizen mit dem großen Unterschied, dass Tizen ursprünglich die Qt-Bibliothek nicht mehr unterstützen sollte. Seitdem war der Ansatz MeeGo praktisch Geschichte, auch wenn sowohl MeeGo als auch Tizen ein Projekt der Linux Foundation sind. Nur das mittels Spenden finanzierte Open-Source-Projekt Mer (Betriebssystem) setzte die MeeGo-Tradition fort, verzichtete aber auf eine Benutzeroberfläche und Hardwaretreiberschichten und liefert somit nur die Kernbibliotheken eines Betriebssystems auf Basis von Linux zum Einsatz im Mobilbereich. Zur ungefähr gleichen Zeit wurden viele Nokia-Mitarbeiter entlassen bzw. deren Verträge nicht mehr verlängert. Durch Nokias Programm Bridge wurde den betroffenen Mitarbeitern die Möglichkeit gegeben, sich selbständig zu machen und eigene Firmen zu gründen. Das betraf auch Jussi Hurmola und Marc Dillon, die 2011 Jolla Oy gründeten.
Aufgrund des Bridge-Programms erwartete Jollas CEO keine patentrechtlichen Probleme mit Nokia. Allerdings wurden Jolla von Nokia keine Patente geschenkt. Folgerichtig hält Jolla auch keine Rechte am Nokia N9, weshalb keine Unterstützung seitens Jolla übernommen wurde. Daher setzt Jolla bei der Oberfläche von Sailfish OS eine andere Benutzerführung und nicht die von Nokia patentierte SWIPE-Technik ein.
Erste Reaktionen der Fachpresse auf den Verkaufsstart von Jolla's erstem Smartphone C bescheinigten einen … gelungenen Einstieg am Smartphone-Markt … und … dass nicht viel gefunden wurde, das verbessert werden muss. Es gab aber auch Kritik, dass Sailfish OS nur unzureichend schnell reagiere und die Bedienung des Smartphones sehr gewöhnungsbedürftig sei.
Am 7. Juli 2015 kündigte Jolla Oy an, die Hardwareentwicklung auszulagern und sich auf die Entwicklung und Lizenzierung von Sailfish OS zu konzentrieren.
Im November 2015 wurde bekannt, dass Jolla um das wirtschaftliche Überleben kämpfte, nachdem ein Hauptinvestor abgesprungen war. Ein Großteil der Belegschaft wurde vorübergehend entlassen. Durch eine weitere Finanzierungsrunde Mitte Dezember konnte der Weiterbestand sichergestellt werden.
Im März 2018 wurde der teilstaatliche russische Konzern Rostelekom Anteilseigner von Jolla Oy. Zwar brach Jolla nach eigenen Angaben seine Geschäftsbeziehungen zu Russland im Jahr 2021 ab, dies bedeutete allerdings keine Änderungen bezüglich der Anteilseigner. Zudem sanktionierte im Zuge des russischen Überfalls auf die Ukraine das US-amerikanische Office of Foreign Assets Control am 24. Februar 2022 Rostelekom.
Im Juni 2023 beantragte Jolla eine Restrukturierung beim Bezirksgericht von Pirkanmaa, das am 24. November 2023 die bisherige Firma Jolla Oy dazu verpflichtete das Geschäftsfeld und die Mitarbeiter in eine neue Firma Jollyboys Oy zu übertragen, die vom bisherigen Jolla-Management geführt wird. Der Bereich zur Entwicklung von Software für die Automobilindustrie (AppSupport, ein Android-Kompatibilitätslayer für dritte Betriebssysteme) wurde dabei in eine separate Tochtergesellschaft namens Seafarix Oy ausgegliedert.

## Software
Sailfish wurde am 21. November 2012 vorgestellt. Es wird die RPM-Paketverwaltung (mithilfe des PackageKit console client pkcon) verwendet. Daten konnten nebst Bluetooth und Cloud auch direkt via USB-Kabel übertragen werden, ohne zusätzliche Software installieren zu müssen (Media Transfer Protokoll), bei Windows Phone 7 und iOS war dies seinerzeit nur mit Zusatzsoftware wie iTunes oder Zune möglich.

### Sailfish OS Versionen

#### Version 1 (Kaajanlampi)

Ehemaliges Logo

Sailfish OS basiert auf Arbeit des Mer-Projekts. Die Mer-Entwicklungsumgebung unterstützt unterschiedliche CPU-Architekturen, derzeit sind das ARMv6l, ARMv7l, ARMv7hl, MIPSel und x86. Allerdings wird die Mer-Core-Distribution ohne Linux-Kernel ausgeliefert. Es sind nur Systembibliotheken oberhalb der Kernel-Schicht und unterhalb der Benutzeroberfläche enthalten, d. h. aus der mittleren Betriebssystemebene. Folgerichtig besitzt Mer im Gegensatz zu Meego keine eigene Oberfläche mehr. Das alte Meego-Userinterface wird aber unter dem eigenen Projekt Nemo fortgeführt. Um eine vollständige Sailfish-OS-Linux-Distribution zu erhalten, müssen also ein gerätespezifischer Linux-Kernel, eine Version des Mer-Core und Jollas Benutzeroberfläche kombiniert werden. Die Entwicklung aller drei Komponenten läuft dabei unabhängig voneinander. Software-Entwicklungszyklen sind somit unabhängig von den Hardware-Entwicklungszyklen. Durch diese Entkoppelungen versprechen sich die Entwickler eine schnellere Unterstützung für neue Hardwarekomponenten sowie eine Hardware-unabhängige Entwicklung der Benutzeroberfläche und damit mehr Flexibilität. Jolla entwickelt eine eigene Benutzeroberfläche und nennt dessen Kombination mit Mer Sailfish OS. Applikationen können in HTML5 und Qt bzw. QML geschrieben werden.
Unterversionen von Sailfish 1.x werden nach finnischen Seen benannt.

#### Version 2 (Saimaa)
Version 2.0 wurde als Beta-Version auf der MWC 2015 vorgestellt. Unterversionen von Sailfish 2.x werden nach finnischen Flüssen benannt.

#### Version 3 (Lemmenjoki)
Version 3 wurde gleichzeitig in Helsinki und Berlin vorgestellt.

Im Oktober 2017 wurde bekannt, dass der bolivianische IT-Konzern Grupo Jala als Partner von Jolla die Lokalisierung für Lateinamerika übernehmen wird. Zur Förderung der regionalen Entwickler- und Nutzer-Community wurden auch zwei Smartphones mit Sailfish OS unter der Marke ACCIONE vorgestellt. Unterversionen von Sailfish 3.x werden nach finnischen Nationalparks benannt.

Sailfish-Architektur zur Zeit von Version 1

#### Version 4 (Koli)
Gegenüber bzw. seit Sailfish 3 wurden 1000 Verbesserungen laut Jolla umgesetzt. Wesentliche Neuerungen waren neben einem Update der Browser-Engine die Einführung eines Berechtigungskonzepts für Apps. Sailfish 4 ist die erste Version, die auf dem ursprünglichen Jolla Phone aus dem Jahr 2013 nicht mehr lauffähig ist – womit das Jolla Phone eine der längsten Support-Zeiten aufwies.
- 100% Konformität mit der EU-Datenschutz-Grundverordnung, die zu der Zeit in Kraft trat
- Vollständige Sailfish X-Kompatibilität mit Sony Xperia XA2 und Xperia 10
- AppSupport in Version 9 für Android 9-Apps (AppSupport 10 für Android 10 wurde nachgeliefert)
- Noch vor dem Ukrainekrieg wurden – durch die Zusammenarbeit mit OMP für die Bereitstellung der Abspaltung Aurora OS in Russland – zahlreiche Open-Source-Beiträge zum Betriebssystem entwickelt

Unterversionen von Sailfish 4.x werden bis 4.0 weiterhin nach finnischen Nationalparks benannt, danach nach finnischen UNESCO-Weltkulturerben (materiell wie immateriell). Version 4.6. etwa "Sauna".

#### Version 5 (Tampella)
Jolla zählt 300 Verbesserungen und 200 Bugfixes. Die wichtigsten Neuerungen sind:
- Sailfish-Browser-Engine (der systemeigene Webbrowser) wurde auf Gecko ESR91 aktualisiert, mit laufenden Arbeiten in Richtung ESR102 (Hinweis: Zu dem Zeitpunkt war ESR128 bereits aktuell)
- Android AppSupport auf Android 13 (API-Level 33) aktualisiert, für bessere App-Kompatibilität – zuerst jedoch nur am Jolla C2 und später auch für andere Geräte mit Migration vom Vorgänger AppSupport 11
- microG 0.3.6 Enabler hinzugefügt, verbesserte opt-in Unterstützung für Android-Apps, die von Google-Diensten abhängig sind (Hinweis: Weiterhin keine Widevine/DRM-Unterstützung, d. h. kopiergeschützte Streams funktionieren nicht)
- WireGuard VPN-Unterstützung
- Querformatmodus für die Startansicht, Ereignisansicht, Alarmansicht und den Sperrbildschirm, mit besserer Unterstützung für Aussparungen (Kamera-Notch) und abgerundete Ecken
- Anrufblockierungsfunktion hinzugefügt, die es ermöglicht, ausgewählte eingehende Spam-Anrufe zu blockieren

Version 5.0 wurde nach einem einst großen finnischen Konzern benannt, dessen ehemailges Industriegelände in der Nähe zu Jollyboys Oy's Bürositz liegt: Tampella.

### Technisches zu Sailfish OS

#### Grafikanzeigesystem
Jolla setzte für die Grafikausgabe schon gleich zu Beginn auf Wayland, statt auf das 2013 noch bei vielen Linux-Desktop-Distributionen verwendeten und schon damals merklich alternden X11. Um die bei Smartphones weit verbreiteten Android-GPU-Treiber nutzen zu können, passte Jollas Entwickler Carsten Munk Wayland entsprechend an. Details seiner Implementierung sind aus zwei seiner Blogeinträge zu erfahren.

#### Entwicklungsumgebung
Derzeit gibt es vier Entwicklungsumgebungen für Linux (32 und 64 Bit) sowie Windows und macOS, mit deren Hilfe man native Apps für Sailfish OS erstellen kann. Die Entwicklungsumgebung (SDK) benutzt die Qt-Bibliothek mit einer VirtualBox zur Entwicklung und Unterstützung unterschiedlicher Systeme wie Android, Linux, iOS oder Windows. Dies sowie der offene Charakter des SDK erlauben es, das SDK an spezielle Umgebungen, Firmen, Entwicklergruppen anzupassen oder zu erweitern. Anfang August 2013 veröffentlichte Jolla auf ihrer Website SailfishOS.org eine aktualisierte Version, bei der die Unterstützung von Qt5, QtQuick und Wayland neu hinzugekommen sind, weitere Aktualisierungen erfolgen automatisch.

#### Anwendungsgebiete
Sailfish OS ist durch die bereits erwähnte flexible Softwarearchitektur mit den drei Softwareschichten für unterschiedlichste Endgeräte ausgelegt. Als Beispiel wurden Mobilgeräte (Smartphones und Tablets), Computer, Notebooks, Navigationsgeräte, Smart-TVs, Infotainmentsysteme, Yachten und Boote und Haushaltsgeräte angegeben – das entsprach auch schon der Situation unter MeeGo.

#### Lizenzierung
Interessierten Smartphone-Herstellern stellt Jolla sein Betriebssystem zur Lizenzierung zur Verfügung. Das komplette Sailfish OS soll unter einer Open-Source-Lizenz erhältlich sein.

#### Applikationen
Jolla bietet für Sailfish OS einen eigenen App-Store namens „Jolla Harbour“ an, in dem Entwickler nicht nur speziell für Sailfish OS geschriebene Programme auf Qt-Basis, sondern auch Android-Applikationen hochladen können. Zusätzlich bieten die virtuellen Marktplätze von Yandex, Aptoide und Amazon Appstore ein zusätzliches Angebot an Android-Programmen
Zudem besteht die Möglichkeit, durch leichte Modifikationen der Software auch direkt aus Google Play Android-Anwendungen zu installieren.

#### Support
Außergewöhnlich ist die lange Support-Zeit von Sailfish OS für das Jolla 1. Insgesamt 7 Jahre wurde das Telefon kostenlos mit insgesamt 34 Update bzw. Upgrades versorgt. Dies ist insbesondere bemerkenswert angesichts der geringen Größe von Jolla Oy im Vergleich zu Apple oder Samsung.

#### Gemeinsame API mit anderen Linux-Mobilsystemen
Da es technisch keine größeren Unterschiede zwischen Ubuntus Mobilsystem und Jolla gibt, nahmen laut einem Bericht auf Techweekeurope beide Parteien zusammen mit den Plasma Workspaces des KDE-Projekts, die ebenfalls Qt verwenden, Diskussionen über eine einheitliche Programmierschnittstelle auf. Damit wäre es möglich, mit nur einer App mehrere Systeme zu unterstützen, wobei sich das Design der Grafikausgaben je nach System unterscheiden würde.

#### Aurora OS
Am 18. Mai 2015 kündigte der russische Kommunikationsminister Nikolai Nikiforow Pläne an, die Plattformen iOS und Android durch eine neue Software auf der Grundlage von Sailfish OS zu ersetzen. Er wollte damit in den darauffolgenden zehn Jahren 50 % des russischen Bedarfs in diesem Bereich abdecken, während zuvor 95 % mit westlicher Technologie abgedeckt wurden.  Die russische Version wurde zunächst unter dem Markennamen Mobile OS "Aurora" (мобильная ОС "Аврора") entwickelt, später unter dem Namen Sailfish Mobile OS RUS. Das chinesische Technologieunternehmen Huawei befand sich in Gesprächen mit dem russischen Kommunikationsministerium, um Aurora OS bis August 2020 auf Tablets für die russische Volkszählung zu installieren.
Bedingt durch den russischen Angriffskrieg auf die Ukraine wurde jede Weiterentwicklung von Aurora OS durch Jolly Oy eingestellt. Mit der 2023 durchgezogenen Restrukturierung von Jolla Oy in Jollyboys Oy hat sich das Unternehmen endgültig rechtlich russischer Geldgeber und deren Einflussnahme entledigt.

## Hardware
Sailfish ist für Geräte von Drittherstellern verfügbar, Jolla Oy und Jollyboys Oy haben über die Jahre jedoch auch eigene Hardware auf den Markt gebracht.

### Kompatible Android-Telefone von Drittherstellern
Im Februar 2014 gab Jolla bekannt, innerhalb des ersten Halbjahres 2014 Sailfish OS auch für gängige Android-Geräte anbieten zu wollen. Zuerst wird es eine Simulation der Benutzeroberfläche („user interface simulation“) geben, die man über App-Stores installieren kann, später soll das komplette Betriebssystem folgen. Auf dem Mobile World Congress 2014 (MWC14) zeigte Jolla Sailfish OS auf folgenden Geräten:
- Google Nexus 4
- Samsung S3 LTE (i9305)
- Siemens GigaSet (GX290 3GB baugleich mit Volla Phone)
- TCL Idol X S950 (baugleich zu ALCATEL ONE TOUCH X Idol 6040)

Jolla stellte das erste Vorserien-Image von Sailfish OS für das Nexus 4 am 30. März 2014 zur Verfügung. Images für das S3 LTE sollen folgen. Außerdem soll ein Entwicklertool das Portieren auf alle Mobilfunkgeräte mit CyanogenMod-10.1-Unterstützung ermöglichen.
Mit Stand Februar 2016 war auch die Portierung auf das Fairphone 2 zu 90 Prozent abgeschlossen (siehe auch Liste der Mobilfunkgeräte, auf denen Sailfish OS läuft).
Das Accione Telefon der Firma Jala aus Bolivien wird neben Android auch mit SailfishOS ausgeliefert.
Seit Herbst 2017 wird eine offizielle SailfishOS-Distribution („Sailfish X“) für das Sony Xperia X (F5121/F5122) zum Verkauf angeboten.
Seit November 2018 mit Erscheinen der Version 3 von Sailfish OS wird auch das Sony Xperia X, Sony Xperia XA2 unterstützt sowie ab November 2019 das Sony Xperia 10. Seit 2021 das Sony Xperia 10 II und seit 2022 das Sony Xperia 10 III.
Für Ende August 2024 wurde offizielle Unterstützung für Sony Xperia 10 IV und Sony Xperia 10 V angekündigt.

### Hauseigene Smartphones

#### Jolla

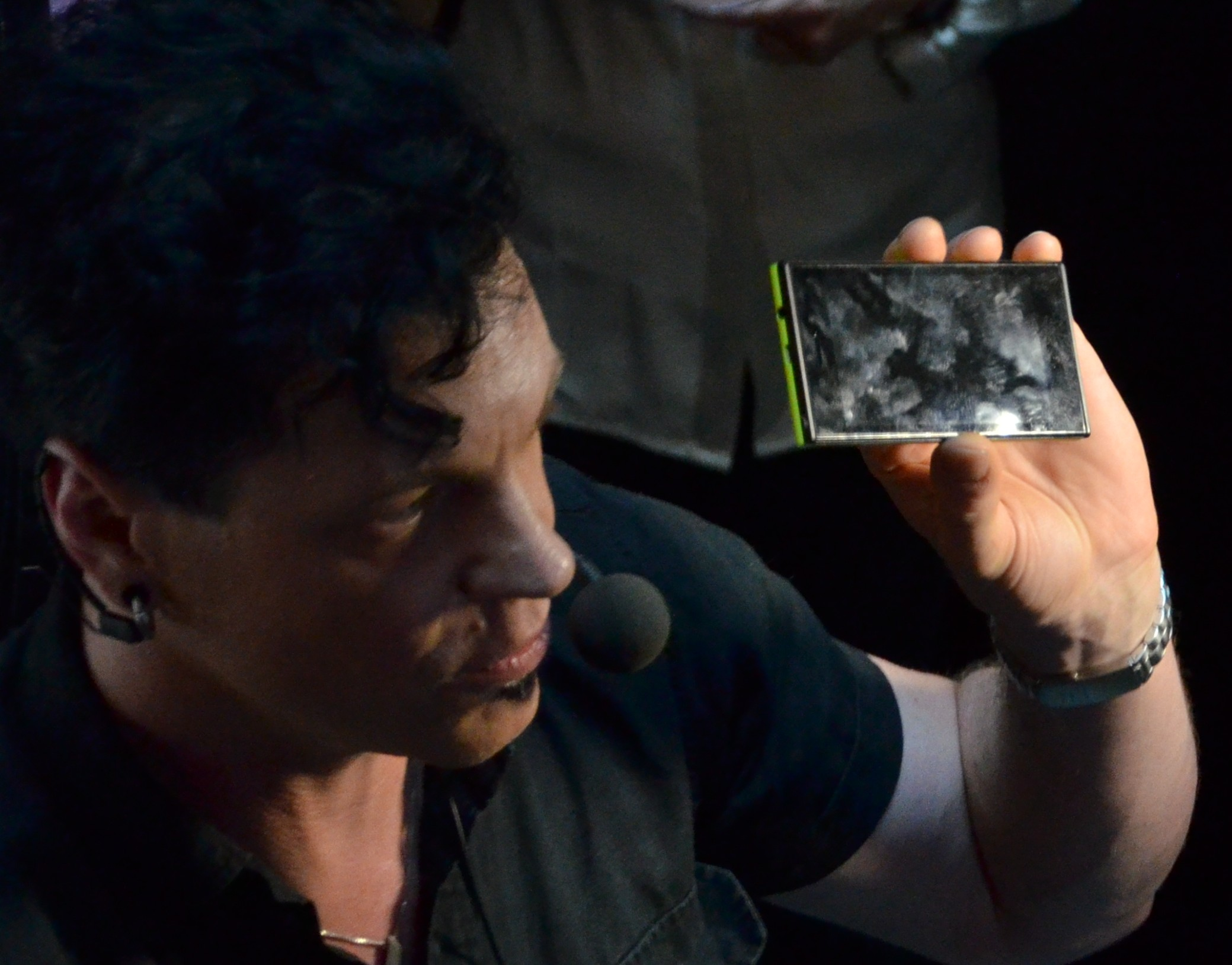
Marc Dillon zeigt das erste Jolla-Smartphone am sogenannten „Jolla love day“ im KlausK-Hotel, Helsinki

Am 20. Mai 2013 präsentierte Jolla sein erstes Smartphone unter dem Namen „Jolla“. Es besitzt einen Dual-Core-Prozessor, 16 Gigabyte internen Speicher, unterstützt neben 3G auch LTE-Netze, verfügt über einen 4,5-Zoll-Bildschirm sowie einen durch den Benutzer austauschbaren Akku.
Alleinstellungsmerkmal ist die abnehmbare Gehäuserückseite mit dem Namen „The other half“ (Die andere Hälfte). Im Gegensatz zu bisherigen Mobiltelefonen besitzt Jollas Geräterückseite eine elektrische Verbindung zum Hauptgerät, so dass dessen Funktionalität erweitert werden kann. Laut Jollas CEO wären den Erweiterungen nur „durch die Fantasie“ Grenzen gesetzt. Anfangs gab es nur eine relativ simple Logik, die die Hintergrundmenüfarben des Betriebssystems an die Farbe des gerade verwendeten Rückteils anpasste. Auf der Messe „Akademy 2013“ wurden weitere Details der Funktion genannt. So könnte man eine Party- und eine Arbeitsrückhälfte verwenden, die automatisch Soziale-Medien-Dienste an- bzw. abstellt oder Anrufe des Arbeitgebers blockiert. Außerdem wurde als Beispiel eine Tastatur genannt. Die Rückhälfte verfügt über eine eigene Daten- und Stromverbindung (erstere über einen I2C-Bus), d. h., es wird nicht nur NFC verwendet. Der Preis des Geräts betrug bei Einführung 399 Euro und wurde im Juni 2014 auf 349 Euro gesenkt. Jolla plant mit Absatzzahlen in der Größenordnung von einer Million Geräte. In Finnland erreicht das Gerät im Erscheinungsmonat Dezember beim Telekommunikationsanbieter DNA Oy unter den verkauften Smartphones Platz 5 und in der Preisklasse über 300 Euro Platz 1.
Das Gerätedesign stammt von Infinity, einem finnischen Designunternehmen, das seit September/Oktober 2012 an Jollas erstem Mobiltelefon arbeitet.
Bisher war Infinity vor allem für das Design von Nokias Headsets, Ladegeräten sowie einigen Smartphones von Huawei bekannt, arbeitete aber auch schon für BMW.

#### Jolla C
Ein Nachfolgegerät, das Jolla C mit verbesserter Hardware und Dualsim, war in begrenzter Stückzahl für Entwickler erhältlich. Dieses Gerät ist bauähnlich zu dem nur in Indien angebotenem Intex Aquafish. Mit Sailfish 4 wurde die Unterstützung für dieses Gerät eingestellt.

#### Jolla C2

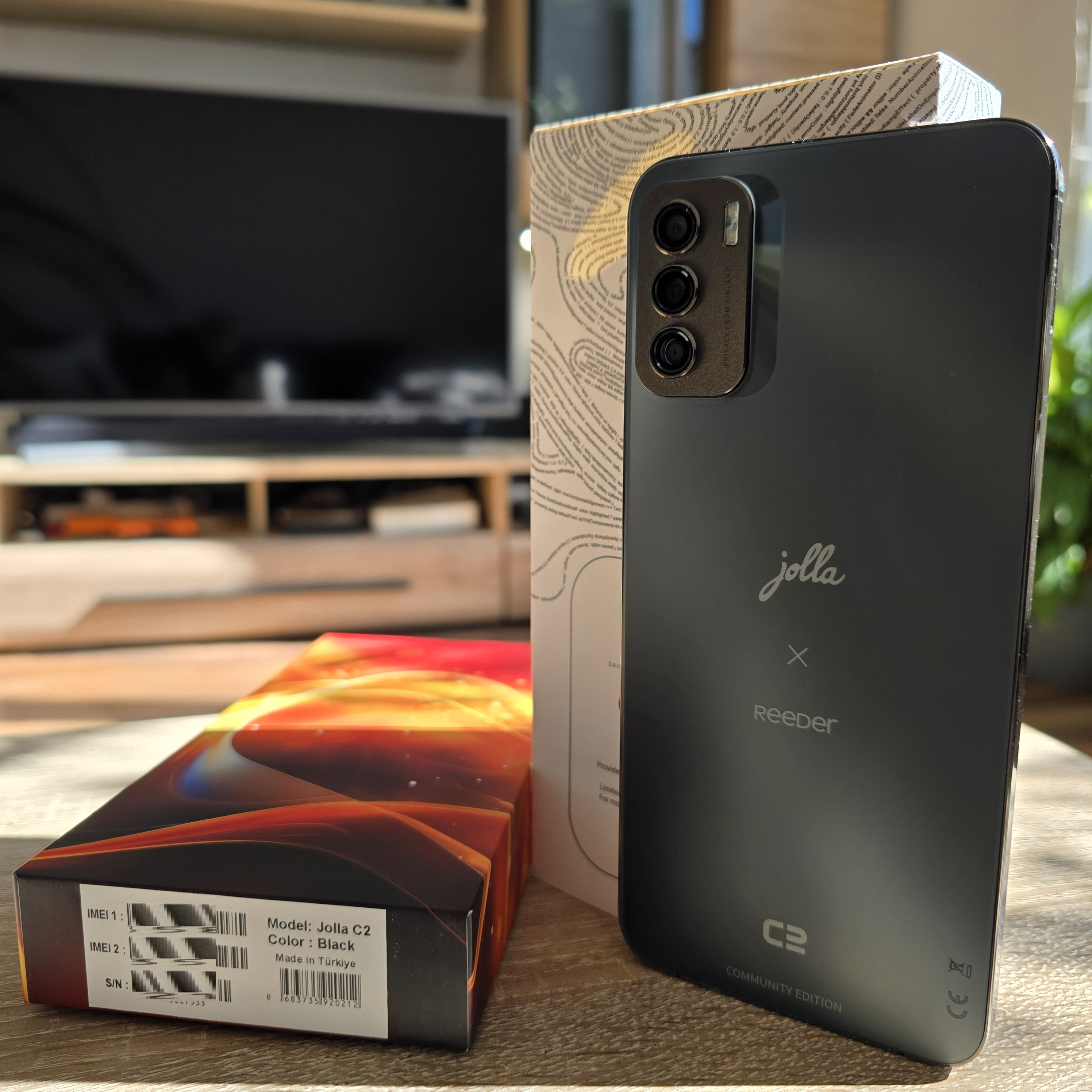
Jolla C2 mit Verpackung

Die mittels Crowdfunding finanzierte Neuauflage des Jolla Community Phone aus dem Jahr 2024, das Jolla C2, ist – entgegen dem Plan, keine eigene Hardware mehr auf den Markt zu bringen – wieder eine ähnliche Umsetzung wie das ursprüngliche Jolla C. Jolla fertigt das Smartphone jedoch nicht selbst, sondern mit einem neuen Lizenzpartner, Reeder aus der Türkei. Zunächst wurde eine limitierte Auflage von 1000 Exemplaren verkauft, aber die Produktionsmenge wurde inzwischen erhöht.
Bei dem C2 handelt es sich um das Reeder S19 Max Pro S. Dies ist ein Low-End-Smartphone, bei dem unter anderem eine 5G-Unterstützung und auch ein Fingerabdruckleser fehlen. Insgesamt leidet dadurch das Gerät besonders beim Websurfen unter einer spürbaren Langsamkeit – auch weil Optimierungen seitens Jolla noch ausständig sind.
- Prozessor: Unisoc Tiger T606 (UMS9230) Octa-Core (2 × Arm Cortex-A75, 6 × Cortex-A55)
- Speicher: 8 GB RAM
- Speicher: 128 GB + Speicherkartensteckplatz
- Anzeige: 6,52 Zoll, 1600 × 720 Pixel
- Batterie: 4000 mAh
- Kontakte: LTE+ (4.5G DualSIM), BT 5.0, WLAN 802.11ac, GPS
- Kameras: 64 Megapixel, 16 MP, 8 MP
- Anschlüsse: USB-C, 3,5-mm-Audio
- Abmessungen: 179 × 78 × 8,5 mm

Das C2 wurde Anfang 2025 mit dem gleichzeitig auf den Markt gebrachten Sailfish 5.0 (Tampella) ausgeliefert und hatte mit Startschwierigkeiten zu kämpfen, wodurch die Pin-Einrichtung abstürzte und die Geräte dadurch unbrauchbar wurden und an Jolla zum Tausch geschickt werden mussten. Diese Fehler sind zwischenzeitlich korrigiert, und neue Geräte werden nur mit der zu der Zeit aktuellen Sailfish-Version ausgeliefert.
Jollyboys Oy präsentiert dieses Gerät als Standardmodell, auf welches die zukünftige Weiterentwicklung von Sailfish ausgelegt wird.
Weiterhin leidet das Gerät bzw. Sailfish OS selbst an eklatanten Problemen mit GPS und dysfunktionaler Positioning durch W-LAN und Mobilfunkmasten. Zudem wird die Kamera des C2 nur rudimentär unterstützt: Die am S19 unter Android vorhandene Softwareoptimierung von Aufnahmen fehlt unter Sailfish, Jollyboys Oy arbeitet jedoch daran, dies zu verbessern.

#### Mind2 Ai Assistant
Mind2 AI Aissistant ist ein Minicomputer, der das Betriebssystem Sailfish Core und Jolla's neue, eigene Venho.ai-Plattform für künstliche Intelligenz verwendet. Im Gegensatz zu den meisten KI-Assistenten speichert Mind2 Daten auf dem Gerät selbst, ohne es in die Cloud zu senden, so dass der Benutzer eine ständige Kontrolle über seine Daten hat. Das Mind2-Gerät kann aber auch mit verschiedenen Diensten kombiniert werden.
Der Mind2 umfasst mehrere vorinstallierte KI-Agenten, die verschiedene Aufgaben ausführen können. So können die Agenten beispielsweise zur Analyse von E-Mails und Dokumenten verwendet werden und Nachrichten über künstliche Intelligenz an verschiedene Plattformen senden. Die Nutzung erfolgt über eine Webverbindung über einen Computer oder Smartphonebrowser. Der Assistent kann schrifltich sowie auch per Spracheingabe angesprochen werden.
Technisch ist der Mind2 um den Rockchip RK3588 herum gebaut. Er hat 16 GB Speicher und 128 GB eMMC und 1TB SSD-Speicher. Zudem kann der Speicherplatz mit einer microSD-Karte erweitert werden. EAnschlusstechnisch vorhanden sind ein Gigabit-Netzwerkanschluss und einen USB-A- sowie zwei USB-C-Anschlüsse, von denen ein Anschluss nur zum Laden verfügbar ist. Wi-Fi 6 und Bluetooth 5.2 werden für drahtlose Verbindungen unterstützt.

#### Jolla Tablet
Am 19. November 2014 startete Jolla eine Crowdfunding-Kampagne für einen Tabletcomputer. Das Finanzierungsziel wurde bereits nach 36 Stunden dreifach erreicht.
Die Herstellung und Auslieferung der vorbestellen Tablets verzögerte sich aus verschiedenen Gründen mehrmals, und Jolla veröffentlichte im hauseigenen Blog einen Auslieferungsplan für die Tablets. Im vierten Quartal 2015 sollten die bestellten Geräte in drei Auslieferungszyklen an die Käufer versendet werden. Eine erste Tranche von 121 Tablets erreichte die Kundschaft im Oktober 2015. Da Jolla jedoch Ende des Jahres in finanzielle Schieflage geriet, ließ sich der Plan, allen Käufern ein Tablet zu liefern, nicht mehr einhalten. Ende Januar 2016 wurde klar, dass Jolla lediglich zusätzliche 540 Tablets versenden konnte und mit der Auslieferung sogleich beginnen werde. Die zweite Tranche von 77 Jolla-Tablets wurde im Februar 2016 versandt. Insgesamt fanden 198 Tablets ihren Besitzer. Insgesamt sollten 661 Käufer zu dem hauseigenen Tablet kommen.
Nach den Problemen mit der von Jolla herausgebrachten Hardware (Tablet) konzentriert sich das Unternehmen nur noch auf die Softwareentwicklung von Sailfish OS und nutzt Geräte anderer Hersteller, z. B. das Sony Xperia X, XA2, 10, 10 II und 10 III, um Sailfish OS durch Lizenzverkauf zu vertreiben.

## Meilensteine
Jolla wurde am 29. März 2011 als finnische Aktiengesellschaft (Oy) angemeldet und schließlich am 14. Oktober 2011 registriert.
Am 25. Oktober 2011 wurde die Domain jollamobile.com angemeldet.
Am 7. Juli 2012 schrieb Jolla die erste Meldung auf ihrer Twitter-Seite „JollaMobile“: „Jolla is here. #MeeGo based smartphones will have a bright, new future. Stay tuned!“
Am 8. Juli 2012 wurde die erste Pressemitteilung veröffentlicht.
Am 9. Juli 2012 gab CEO Jussi Hurmola ein neunminütiges Interview im finnischen Fernsehen.
Am 16. Juli 2012 wurde die zweite Pressemitteilung verschickt. Inhalt war Jollas erster Vertriebsvertrag mit D.Phone, einem der größten chinesischen Telefon-Verkaufsfirmen mit ca. 2000 Filialen in 25 Provinzen und Städten in China. Außerdem ist diese Firma ein strategischer Partner von China Telecom.
Am 21. November 2012 präsentierte Jolla ihr Sailfish OS während der „Slush-Konferenz“ in Helsinki.
Im Januar 2013 kündigte Zopo Mobil, ein chinesischer Smartphone-Hersteller, in einem Interview mit themobileindia, ein Sailfish-Handy auf dem indischen Markt an.
Am 18. Februar 2013 kaufte die Firma China Express Company, eine vollständige Tochter der „China Fortune Holdings Limited“, 11.944 Jolla-Aktien für 1.000.310 € (entspricht HK$ 10.376.136). Die Aktien repräsentieren ca. 6,25 % von Jollas Aktienkapital.
Am 3. Mai 2013 gab Jolla bekannt, dass ab sofort Tomi Pienimäki die Position des CEO innehabe. Der bisherige Chef Marc Dillon kümmere sich verstärkt um die Entwicklung um Sailfish OS.
Am 20. Mai 2013 präsentierte Jolla ihr erstes Smartphone „Jolla“ (später auch „Jolla 1“ genannt).
Am 1. August 2013 wurde die erste Version der Entwicklungsumgebung mit Wayland statt X11 verteilt.
Am 13. November 2013 gab Jolla in einer Pressemeldung die Lizenzierung von Nokias HERE-Kartendienst sowie die Unterstützung des Yandex App-Stores bekannt.
Am 27. November 2013 begann der Verkauf des Jolla-Mobiltelefons in Helsinki, der sich zunächst auf 450 Stück beschränkte.
Wie die Fachpresse im vergangenen Jahr berichtete, konnte ab Mitte Dezember 2013 das Jolla-Mobiltelefon über den eigens eingerichteten Webshop auf der Herstellerseite europaweit bestellt werden.
Im November 2015 senkte Jolla den Preis für das Mobiltelefon auf 199 € (zwischenzeitlich im Angebot für 169 €).
Im Oktober 2017 wurde Sailfish X veröffentlicht. Diese Version kann nach dem Kauf der Lizenz auf jedem Sony Xperia X installiert werden.
Im November 2018 kam Sailfish 3 heraus und erweiterte den Funktionsumfang unter anderem durch Mobile-Device-Management. Gleichzeitig wurde auch das Sony Xperia XA2 unterstützt.
Im März 2019 wurde angekündigt, dass sich das SailfishOS-Projekt von Jolla mit dem Mer-Projekt zusammenschließt.
Am 16. Februar 2021 erschien Sailfish 4.
Im Juni 2023 entledigt sich Jolla Oy durch eine "Restrukturierung" seiner russischen Finanzierer sowie damit einhergehender russischer Einflussnahme auf die Weiterentwicklung und macht unter Jollyboys Oy weiter. So gesehen wurde dabei Jolla Oy in den Konkurs geschickt, aufgelöst und die Rechte und Weiterentwicklung von Sailfish etc. an Jollyboys Oy übertragen, welches im Eigentum der finnischen Jolla Oy-Gründer ist.
Am 24. Februar 2025 erschien Sailfish 5 in etwa zeitgleich mit dem Mind2 Ai Aisstant und Jolla C2 Smartphone.